# Aloe hildebrandii
Aloe hildebrandii é uma espécie de liliopsida do gênero Aloe, pertencente à família Asphodelaceae.